# Hernán Vodanovic
Hernán Vodanovic Schnake (Santiago, 9 de febrero de 1946-26 de enero de 2025) fue un abogado, académico y político chileno. Fue senador y ministro del Tribunal Constitucional de Chile.

## Familia
Sus padres fueron Drago Vodanovic y Marina Schnake. Se casó el 5 de octubre de 1977 con Lucy Díaz Valderrama, con quien tuvo seis hijos. Entre ellos, a Paulina, subecretaria para las Fuerzas Armadas durante el segundo gobierno de Michelle Bachelet, y actual presidenta del Partido Socialista de Chile y senadora por la Región del Maule desde abril de 2023.

## Estudios
Estudió en el Liceo de Aplicación y más tarde ingresó a la Facultad de Derecho de la Universidad de Chile, donde obtuvo el título de abogado el 6 de noviembre de 1970.

## Carrera profesional y académica
En 1971 inició sus actividades laborales en el sector público, como asesor del Comité Forestal de la Corporación de Fomento de la Producción, cargo que desempeñó hasta 1973. luego fue jefe de gabinete del ministro de Agricultura Jaime Tohá González. Su labor fue interrumpida por el golpe militar, el 11 de septiembre de 1973.
Entre 1995 y 1996 fue jefe de la División Jurídica de la Dirección de Seguridad Pública y en 1996-2000, asesor externo del Ministerio de Justicia. En 1997 fue nombrado integrante de la Comisión Nacional de Ética Pública, en el gobierno de Eduardo Frei Ruiz-Tagle.
Fue docente de la cátedra de derecho político de la Universidad de Talca y en la Universidad Autónoma de Chile; y de Derecho Constitucional en UNIACC y la Universidad Central de Chile. Siendo abogado especialista en derecho laboral y derechos humanos, integró el "Grupo de los 24", también llamado de Estudios Constitucionales, durante la dictadura militar dirigida por el general Augusto Pinochet.
Fue nombrado ministro del Tribunal Constitucional, por el Senado de la República, el 3 de enero de 2006, por un período de nueve años. Cesó del cargo el 7 de enero de 2015.

## Carrera política
Aún en la universidad, en 1963, se incorporó al Partido Socialista de Chile (PS). Fue elegido vicepresidente del Centro de Alumnos de su Facultad, integrándose además, como miembro del Comité Ejecutivo de la Federación de Estudiantes (FECh) entre 1967 y 1969, y del Comité Central de la Federación Juvenil Socialista.
Después del derrocamiento de Allende, se dedicó completamente a la reorganización clandestina del PS, actuando como subsecretario general del mismo y fundando además, la Comisión Coordinadora de Abogados Democráticos. Fue uno de los fundadores del Manifiesto Democrático, de la Alianza Democrática y miembro de la Comisión Organizadora del Partido por la Democracia (PPD).
En las elecciones parlamentarias de 1989, resultó elegido senador, en representación del PPD, por la Décima octava Circunscripción Senatorial, correspondiente a la Región de Aysén, por el período 1990-1994; integró la Comisión Permanente de Constitución, Legislación, Justicia y Reglamento; y fue senador reemplazante en la Comisión Permanente de Régimen Interior. Se repostuló en las elecciones parlamentarias de 1993, pero no resultó elegido.
Renunció al PPD el 23 de mayo de 1991 y se afilió al PS el 29 de mayo del mismo año, asumiendo como miembro del Comité Central y vicepresidente del partido, hasta el 30 de diciembre de 2005. Dejó el partido en 2006.
Para las elecciones parlamentarias de 2017 decidió presentar una nueva candidatura a senador por Aysén, pero esta vez como independiente en la lista del Partido Demócrata Cristiano (PDC), la cual perdió. También adhirió a la candidatura presidencial de Carolina Goic.
En una de sus últimas intervenciones políticas, tuvo un acercamiento al Movimiento Amarillos por Chile y se pronunció por el Rechazo en el plebiscito constitucional de 2022.

## Historial electoral

### Elecciones parlamentarias de 1989
- Elecciones parlamentarias de 1989 a Senador por Aisén [8]

| Candidato                    | Pacto                                      | Partido | Votos  | %     | Resultado |
| ---------------------------- | ------------------------------------------ | ------- | ------ | ----- | --------- |
| Hernán Vodanovic Schnake     | Concertación de Partidos por la Democracia | PPD     | 10.856 | 29,79 | Senador   |
| Hernán Valencia Gutiérrez    | Concertación de Partidos por la Democracia | PR      | 9.549  | 26,20 |           |
| Hugo Ortiz de Filippi        | Democracia y Progreso                      | RN      | 9.324  | 25,59 | Senador   |
| Pablo Galilea Mauret         | Democracia y Progreso                      | ILB     | 5.538  | 15,20 |           |
| José Ramón Molina Fuenzalida | Alianza de Centro                          | AN      | 697    | 1,91  |           |
| Guillermo Toro Albornoz      | Liberal-Socialista Chileno                 | PL      | 244    | 0,67  |           |
| Juan Antonio Torres Araya    | Liberal-Socialista Chileno                 | ILE     | 234    | 0,64  |           |

### Elecciones parlamentarias de 1993
- Elecciones parlamentarias de 1993 a Senador por Aisén [9]

| Candidato                 | Pacto                                      | Partido | Votos  | %     | Resultado |
| ------------------------- | ------------------------------------------ | ------- | ------ | ----- | --------- |
| Antonio Horvath Kiss      | Unión por el Progreso de Chile             | ILB     | 11.544 | 29,69 | Senador   |
| Adolfo Zaldívar Larraín   | Concertación de Partidos por la Democracia | PDC     | 11.480 | 29,53 | Senador   |
| Hugo Ortiz de Filippi     | Unión por el Progreso de Chile             | RN      | 8.197  | 21,08 |           |
| Hernán Vodanovic Schnake  | Concertación de Partidos por la Democracia | PS      | 6.005  | 15,45 |           |
| Leopoldo Ortega Rodríguez | Alternativa Democrática de Izquierda       | PC      | 1.135  | 2,92  |           |
| Humberto Vera Albornoz    | Alternativa Democrática de Izquierda       | PC      | 518    | 1,33  |           |